# Ludeman-Gletscher
Der Ludeman-Gletscher ist ein rund 22 km langer Talgletscher in der antarktischen Ross Dependency. Er fließt in nördlicher Richtung durch die Commonwealth Range des Königin-Maud-Gebirges und mündet etwa 20 km nördlich des Mount Donaldson in die Ostflanke des Beardmore-Gletschers. 
Das Advisory Committee on Antarctic Names benannte ihn 1966 nach Lieutenant Commander Emmert Edward Ludeman (1922–2001) von der United States Navy, der die Flugbetriebseinrichtung auf der McMurdo-Station im Jahr 1963 geleitet hatte. 